# Nanbei Hu
Nanbei Hu (kinesiska: 南北湖) är en sjö i Kina. Den ligger i provinsen Zhejiang, i den östra delen av landet, omkring 67 kilometer öster om provinshuvudstaden Hangzhou. Nanbei Hu ligger 6 meter över havet. Arean är 1,1 kvadratkilometer. Den sträcker sig 1,8 kilometer i nord-sydlig riktning, och 1,4 kilometer i öst-västlig riktning.
Genomsnittlig årsnederbörd är 1 912 millimeter. Den regnigaste månaden är juni, med i genomsnitt 316 mm nederbörd, och den torraste är november, med 74 mm nederbörd.